# Pula (Włochy)
Pula – miejscowość i gmina we Włoszech, w regionie Sardynia, w prowincji Cagliari.
Według danych na rok 2022 gminę zamieszkiwało 7104 osób, a gęstość zaludnienia wynosi 51,1 os./km².
Pula została założona w okresie średniowiecza i rozwinięta w XVIII wieku. Słynie ze stanowiska archeologicznego Nora, którego początki sięgają okresu fenickiego i rzymskiego. Dzięki plażom miejscowość stała się w XX wieku ważnym kierunkiem turystycznym.
W miejscowości istnieje tenisowy klub Forte Village, który organizuje co roku kilka turniejów rangi ITF mężczyzn i kobiet. W październiku 2020 r. na kortach Forte Village odbył się również pierwszy duży turniej rangi ATP, Forte Village Sardegna Open 2020, którego druga i ostatnia edycja odbyła się rok później w  Cagliari.